# Corsier-sur-Vevey
Corsier-sur-Vevey (toponimo francese; fino al 1953 Corsier) è un comune svizzero di 3 420 abitanti del Canton Vaud, nel distretto della Riviera-Pays-d'Enhaut.

## Storia
Nel 1892 le località di Crosets, Faubourg-Saint-Antoine, L'Arabie, Plan-Dessous, Plan-Dessus e Sous-Crêt, già quartieri di Corsier-sur-Vevey, furono assegnate a Vevey.

### Simboli
di tre stelle d'argento.»

## Monumenti e luoghi d'interesse

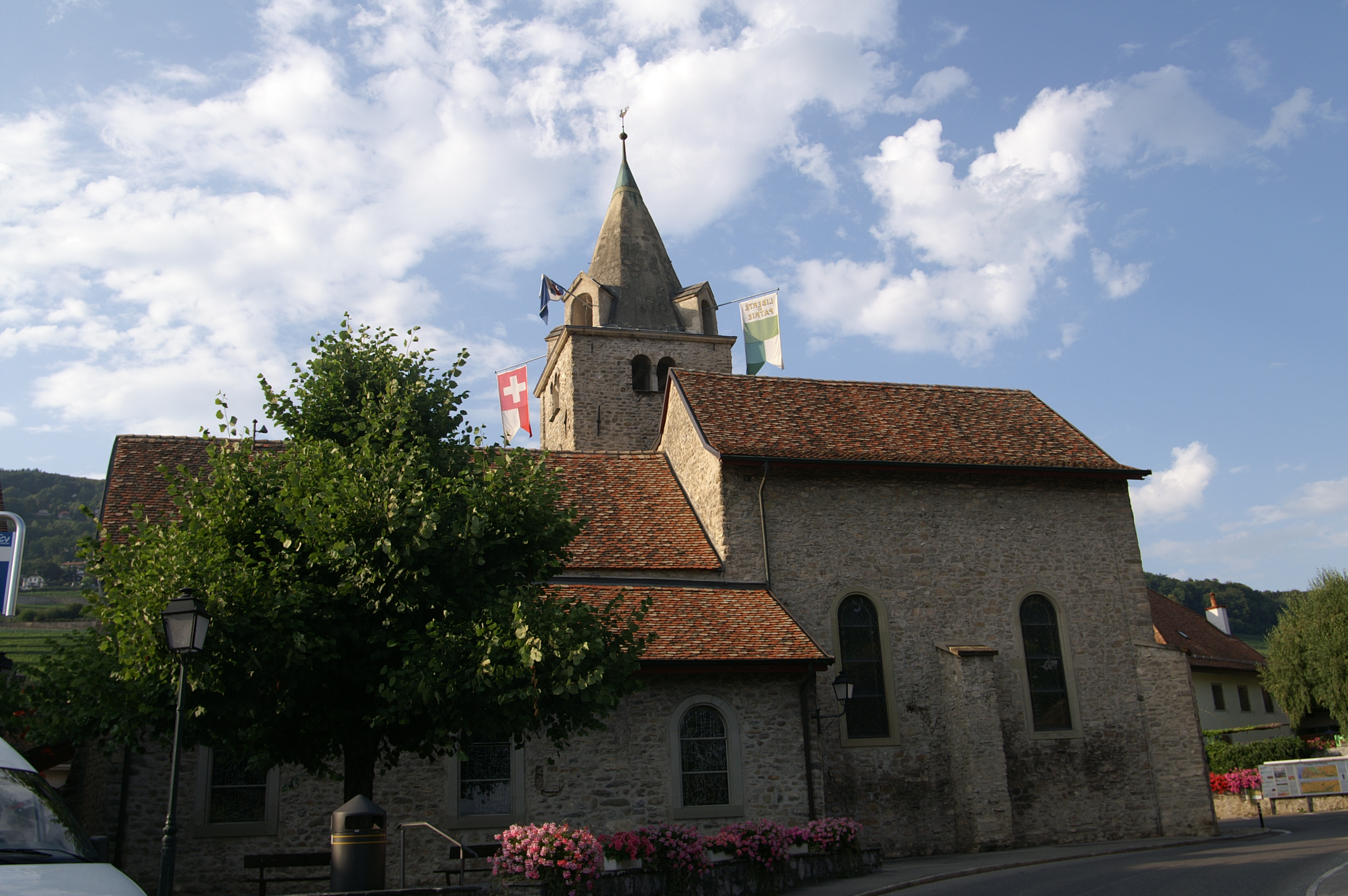
La chiesa di San Maurizio

- Chiesa riformata di San Maurizio, attestata dal 1413[1].

## Società

### Evoluzione demografica
L'evoluzione demografica è riportata nella seguente tabella:
Abitanti censiti

## Economia
A Corsier-sur-Vevey ha una delle sedi la Merck Serono, società di biotecnologie.

## Amministrazione
Ogni famiglia originaria del luogo fa parte del cosiddetto comune patriziale e ha la responsabilità della manutenzione di ogni bene ricadente all'interno dei confini del comune.